# 格安航空会社の一覧
格安航空会社の一覧（かくやすこうくうがいしゃのいちらん）

## アジア
日本
JALグループ
- ジェットスター・ジャパン
- スプリング・ジャパン
- ZIPAIR Tokyo

ANAグループ
- Peach Aviation
- AirJapan（格安航空会社であるものの「ハイブリッドエアライン」と自称している[1]）

 台湾
- タイガーエア台湾

 中華人民共和国
- 九元航空
- 北京首都航空
- 中国聯合航空
- 祥鵬航空
- 中国西部航空
- 春秋航空
- 江西航空（英語版）
- 梁済航空
- ウルムチ航空
- 多彩貴州航空（英語版）
- 琶蓮航空
- 瑞麗航空

 香港
- 香港エクスプレス航空
- グレーターベイ航空

 韓国
- エアプサン
- エアソウル
- イースター航空
- チェジュ航空
- ジンエアー
- ティーウェイ航空
- フライ江原
- エアプレミア
- エアロK

 タイ王国
- ノックエア
- タイ・エアアジア
- タイ・エアアジア X
- タイ・ライオン・エア
- タイ・ベトジェットエア

 ベトナム
- パシフィック航空
- ベトジェットエア

 フィリピン
- セブゴー
- セブパシフィック航空
- エアアジア・フィリピン

 シンガポール
- ジェットスター・アジア航空
- スクート

 マレーシア
- エアアジア
- エアアジア X

 カンボジア
- ランメイ航空（英語版）

 インドネシア
- インドネシア・エアアジア
- インドネシア・エアアジア X
- シティリンク
- ライオン・エア
- スーパーエアジェット

 インド
- エア・インディア・エクスプレス
- エアアジア・インディア
- Go First
- IndiGo
- スパイスジェット

 パキスタン
- エアブルー
- ラホールエクスプレス

 カザフスタン
- フライアリスタン

 キルギス
- エア・マナス（英語版）

 アゼルバイジャン
- ブータ・エアウェイズ（英語版）

## アフリカ
エジプト
- エア・アラビア・エジプト（英語版）
- カイロ航空
- フライエジプト（英語版）

 ケニア
- ジャンボジェット
- Fly540（英語版）

 モロッコ
- エア・アラビア・モロッコ

 ナイジェリア
- グリーン・アフリカ・エアウェイズ（英語版）

 南アフリカ共和国
- フライサファイア（英語版）
- クルラ（英語版）
- マンゴー（英語版）
- コムエアー

 ジンバブエ
- ファストジェット・ジンバブエ（英語版）

## 南北アメリカ
アルゼンチン
- フライボンダイ
- ジェットスマート・アルゼンチン（英語版）

 ブラジル
- アズールブラジル航空
- ゴル航空

 カナダ
- エア・カナダ・ルージュ
- エア・トランザット[2]
- フレア航空
- サンウィング航空
- ウエストジェット航空[3]

 チリ
- スカイ航空
- ジェットスマート航空

 コロンビア
- イージーフライ
- ビバエア・コロンビア
- ウィンゴ航空

 コスタリカ
- ボラリス・コスタリカ（英語版）

 ドミニカ共和国
- フライカナ（英語版）

 ホンジュラス
- イージースカイ（英語版）

 メキシコ
- ビバアエロブス
- ボラリス

 ペルー
- ビバエア・ペルー

 アメリカ合衆国
- アレジアント航空
- アヴェロ航空（英語版）
- ブリーズ航空（英語版）
- フロンティア航空
- ジェットブルー航空
- サウスウエスト航空
- スピリット航空
- サンカントリー航空

## オセアニア
オーストラリア
- ジェットスター航空

## 中東
オマーン
- サラムエア

 サウジアラビア
- フライナス
- フライアディール（英語版）

 アラブ首長国連邦
- エア・アラビア
- フライドバイ
- ウィズエアー・アブダビ（英語版）

## ヨーロッパ
アルバニア
- アルバウィングス

 オーストリア
- イージージェット・ヨーロッパ（英語版）
- ユーロウイングス・ヨーロッパ（英語版）

 チェコ
- スマートウィングズ

 フランス
- フレンチ・ビー
- トランサヴィア・フランス（英語版）

 ドイツ
- ユーロウイングス

 ハンガリー
- ウィズエアー

 アイルランド
- ライアンエアー

 アイスランド
- プレイ（英語版）

 イタリア
 マルタ
- マルタエア（英語版）

 ラトビア
- エア・バルティック

 モルドバ
- フライワン

 オランダ
- トランサヴィア

 ノルウェー
- Flyr（英語版）
- ノースアトランティック航空
- ノルウェー・エア・ノルウェー（英語版）
- ノルウェー・エアシャトル

 ポーランド
- Buzz

 ルーマニア
- ブルー・エア（英語版）

 ロシア
- ポベーダ
- ノルダヴィア

 スペイン
- イベリア・エクスプレス
- LEVEL
- ボロテア
- ブエリング航空
- プラス・ウルトラ航空

 スウェーデン
- ノルウェー・エア・スウェーデン（英語版）

 スイス
- イージージェット・スイス（英語版）

 トルコ
- ペガサス航空

 ウクライナ
- スカイアップ航空
- ビー航空（英語版）

 イギリス
- イージージェット
- フライポップ
- Jet2.com
- ライアンエアー UK（英語版）
- ウィズエアー UK